# Katja Kabanová

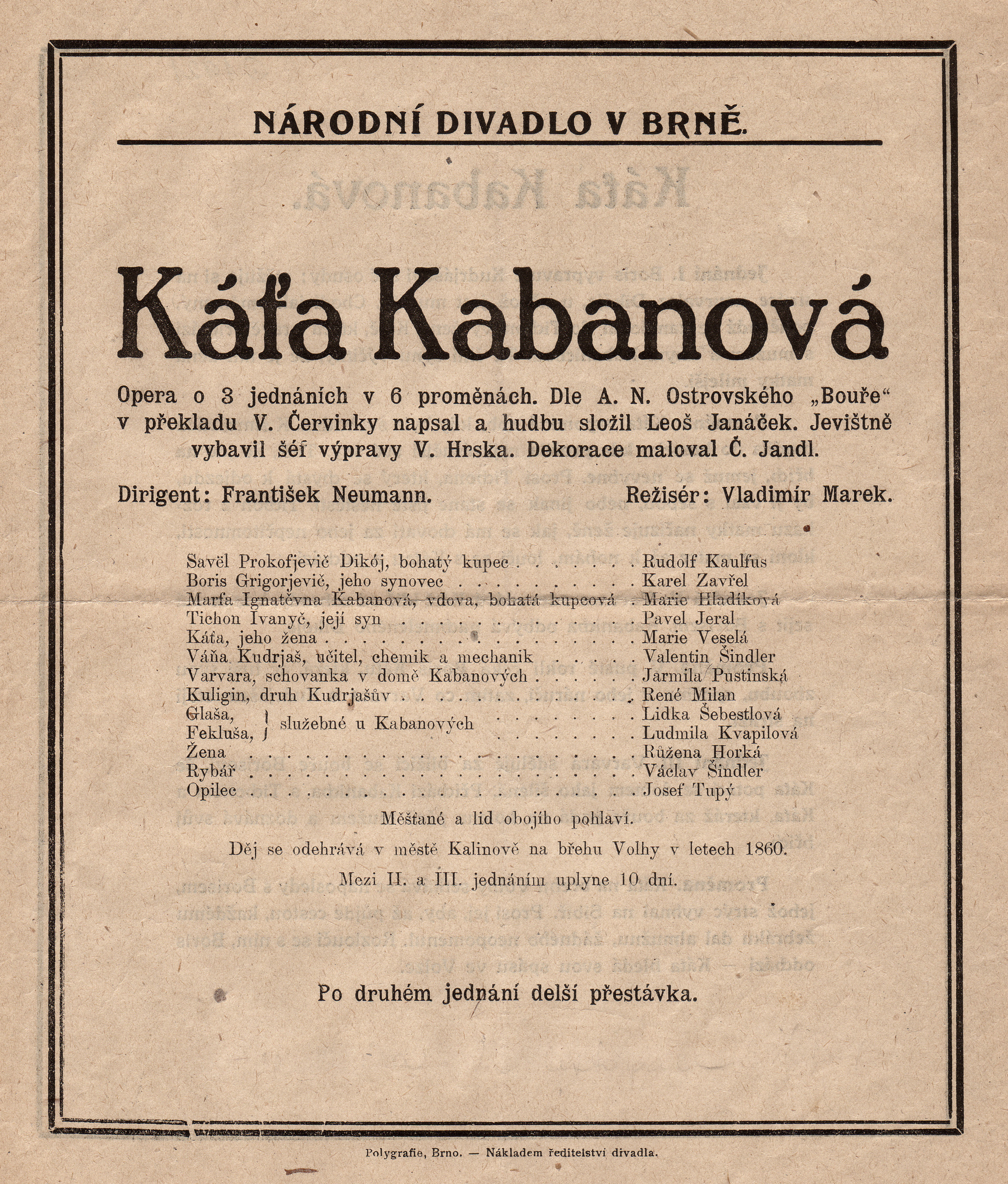
Poster voor de première van de opera

Katja Kabanová is een opera uit 1921 in drie bedrijven van de Tsjechische componist Leoš Janáček met een libretto van Vincenc Červinka. Het libretto is gebaseerd De Storm, een 19e-eeuws toneelstuk van de Russische auteur Alexandr Ostrovski. 
Na Jenůfa is Katja Kabanová de bekendste opera van Janáček. Naast de partituur, die werd geprezen om zijn verfijndheid en snelheid, droeg het thema van de opera, jonge mensen die zich willen vrijmaken uit hun beklemmende omgeving, bij tot het succes van de opera.

## Verhaal
Katja is gehuwd met de boer Tikhon die beheerst wordt door zijn moeder Kabanicha. Katja wordt verliefd op Boris, de neef van de rijke koopman Dikoj. De twee krijgen een verhouding en nadat Katja deze verhouding heeft bekend tijdens een storm, pleegt ze zelfmoord door zich in de Wolga te werpen. Aan het slot van het derde bedrijf wordt haar lichaam naar huis gebracht, bij een gloriërende Kabanicha.

## Uitvoeringen
De première vond plaats op 23 november 1921 in de schouwburg Národní divadlo in Brno.
In de Brusselse Koninklijke Muntschouwburg werd de opera voor het eerst opgevoerd op 21 mei 1983.